# Josep Mascaró Pasarius
Josep Mascaró Pasarius (* 1923 in Alaior, Menorca; † 1996 in Palma, Mallorca) war ein spanischer Historiker, Kartograf und Archäologe.
Josep Mascaró Pasarius war Autodidakt und arbeitete sich selbständig in die Geschichte und Archäologie der balearischen Inseln ein. 1947 bis 1951 publizierte eine Karte von Menorca und 1952 bis 1962 von Mallorca. Er publizierte zahlreiche Schriften, die sich mit der Geschichte der Balearen beschäftigten, so etwa die mehrbändige Historia de Mallorca. Es wird in der Fachwelt, trotz des Fehlens einer strengen Wissenschaftlichkeit und seines anekdotenhaften Charakters, als nützlich eingeschätzt. Mascaró Pasarius erarbeitete auch ein fünfbändiges Kartenwerk der Balearen. Darüber hinaus stammt von ihm eine Bibliografie aller Schriften zur Archäologie Mallorcas.
1961 entdeckte er gemeinsam mit Juan Camps Coll den Dolmen von Son Bauló de Dalt.
Darüber hinaus wird behauptet, er sei der einzige, der alle 151 um Mallorca aus dem Meer ragenden Inseln und Felsen betreten habe.

## Veröffentlichungen (Auswahl)
- Los monumentos megalíticos de la isla de Menorca (1958)
- Corpus de toponimia de Mallorca (6 Bände, 1962–1967)
- Prehistoria de las Baleares (1968)
- Historia de Mallorca (5 Bände, 1970–1975)
- Geografía e historia de Menorca (1979)
- Prehistoria de Menorca (1980)